# Ashen (Computerspiel, 2018)
Ashen ist ein Action-Rollenspiel, das vom neuseeländischen Studio A44 entwickelt und von Annapurna Interactive veröffentlicht wurde.

## Spielprinzip
Das Spiel spielt in einer sonnenlosen Welt und erzählt die Geschichte eines Charakters, der ein Zuhause sucht. Das Gameplay umfasst die Erkundung der offenen Welt, die Zusammenarbeit oder den Wettbewerb mit anderen Spielern und den Kampf mit den Monstern der Welt. Das Spiel wird in der Third-Person-Perspektive mit einer gedämpften Cel-Shading-Grafik präsentiert. Das Spiel folgt der Dark-Souls-ähnlichen Mechanik und dem Kampf. Sowohl der Kampf als auch die Erkundung in einer offenen Welt waren wichtige Gestaltungselemente des Spiels. Zu den Multiplayer-Elementen gehören Interaktionen mit anderen Spielern, die in das Spiel integriert sind und traditionelle Rollenspiel-Elemente wie das Crafting bieten. Der Kampf umfasst Fern- und Nahkampfwaffen.
Die Entwicklung des Charakters wird in erster Linie von der Ausrüstung und nicht von den Werten des Spielers bestimmt; Talismane, die entweder gefunden oder hergestellt werden können, dienen dazu, die Fähigkeiten des Charakters zu verbessern oder andere Vorteile im Spiel zu bieten.

## Entwicklung
Erstes Werbematerial für das Spiel wurde Mitte 2014 veröffentlicht. Während der Microsoft-Pressekonferenz auf der E3 2015 wurde Ashen als konsolenexklusiv für Xbox One angekündigt, der von Aurora44 (jetzt A44) entwickelt wird. Ursprünglich 2014 veröffentlicht, beinhalteten die Designelemente des Spiels Survival-Elemente und elementare Effekte, wie der Wind als Hilfe oder Hindernis.  Die Geografie und die Ökosysteme der Welt sollten realistisch modelliert werden, um intelligente Spielstile innerhalb der Survival-Mechanismen zu unterstützen; außerdem sollte die natürliche Geografie auf einer zugrunde liegenden Geologie basieren. Ein Spielelement in der Welt ist ein Feind, der als Gnaw bekannt ist und die Fähigkeit hat, die Umgebung „wie eine brennende Säure“ zu erodieren. Ein Großteil des Hintergrunds, des Settings und der Atmosphäre der Welt wurde von Cormac McCarthys Roman Die Straße beeinflusst. Der Kampf wurde als ähnlich wie in der Dark-Souls-Reihe beschrieben, mit hohem Risiko, wobei die Ausdauer ein wichtiger Faktor im Kampf ist.
Die Multiplayer-Elemente wurden als „passiv“ beschrieben, was bedeutet, dass das Spielen mit einem oder mehreren Partnern nicht vorgeschrieben ist, sondern völlig optional ist, obwohl bestimmte Situationen ein kooperatives Spiel erfordern; außerdem sollten KI-Verbündete (computergesteuert) implementiert werden. Das passive Multiplayer-Element beinhaltete die Umwandlung eines menschlichen Spielerbegleiters in einen KI-gesteuerten Nicht-Spieler-Charakter (NsC), wenn dieser in die Heimatstadt des Hauptabenteurers eskortiert werden konnte.

## Rezeption
Die Wertungen des Spiels waren mehrheitlich positiv, wobei die Wertungen für die Switch-Version laut Metacritic etwas hinter denen für PC und Xbox One zurück lagen. GameStar verglich das Spiel mit Dark Souls, wobei Ashen weniger bedrückend, aber auch weniger komplex und umfangreich sei.

“Ashen’s handful of new ideas make it a stellar Souls-like with solid combat, a great art style, and an interesting world.”

„Ashens Handvoll neuer Ideen machen es zu einem herausragenden Souls-like mit solidem Kampf, einem großartigen Grafikstil und einer interessanten Welt.“